# Vepar
Na demonologia, Vepar (também conhecido como Separ ou Vephar) é o forte e Grande Duque do Inferno, e tem sob seu comando vinte e nove legiões de demônios. Ele rege as águas e guia navios blindados carregados com munições e armas; ele também pode fazer, se tal lhe for solicitado, tornar o mar tempestuoso e áspero, e pode mostrar-se cheio de navios. Vepar pode matar o homem em três dias apodrecendo-o de úlceras e feridas, criando vermes no mesmo, mas pode curá-lo rapidamente, se for solicitado pelo mágico. 
Vepar é descrito como uma sereia.